# Жоел Чибамба
Жоел Омари Чибамба (на нидерландски: Joël Omari Tshibamba) е холандско-конгоански футболист, който играе като нападател на Наполи Юнайтед.

## Клубна Кариера

### НЕК
Чибамба играе за младежкия отбор на НЕК Неймеген преди да направи своя дебют за клуба по време на плейофния мач за влизане в Ередивиси срещу Гронинген през сезон 2007/08. Преди старта на сезон 2009/10 е изпратен под наем в сателита на НЕК - ФК ОС. На 1 декември 2009, Чибамба е върнат обратно в НЕК, заради проблеми с дисциплината.

### Арка Гдиня
На 5 януари 2010 г. Чибамба преминава със свободен трансфер във ФК Арка (Гдиня) от НЕК. Чибамба стартира своята кариера в Полша успешно, вкарвайки 2 гола в първите си 4 мача и помагайки на тима си да спечели срещу ФК Краковия и ФК Висла (Краков).

### Лех Познан
На 17 юли 2010, Чибамба подписва договор с тогавашните шампиони на Полша, Лех (Познан).Той дебютира при загубата с 0:1 от Спарта (Прага) в третия квалификационен кръг на Шампионската Лига. През октомври 2010, Чибамба вкарва първият си гол за Лех при загубата с 1:3 от Манчестър Сити в групите на Лига Европа.

### АЕЛ
На 16 януари 2011, Чибамба вкарва първият си гол за АЕЛ 1964 при победата с 2:1 над Ираклис.На 15 юни след добрият сезон с АЕЛ той подписва нов 4 годишен договор с АЕЛ.По време на престоя си при тима от Лариса, Чибамба показва проблеми с дисциплината.Той вкарва първият си гол за сезон 2011/12 във впечатляващата победа над Верия като гост с 3:0.На 18 декември 2011, Чибамба вкарва хеттрик над Анагениси Епаноми при победата с 5:2. На 23 февруари 2012 е даден под наем на Криля Советов (Самара) до края на сезон 2011/12. През септември 2012 се завръща в АЕЛ.

### Хенан Джиание
На 25 февруари 2013, Чибамба подписва с отбора на Китайската първа лига Хенан Джиание.

### Вестшелан
На 13 август 2013, Чибамба подписва договор за 2 години с датския ФК Вестшелан.

### АЕЛ (втори престой)
На 15 юли 2015 г. Чибамба се завръща в АЕЛ и подписва договор за 2 години.Чибамба не изиграва нито един мач и разтрогва договора си с тима на 24 август 2015 г.

### Ботев Пловдив
След кратък пробен период, Чибамба подписва договор с „Канарчетата“ на 11 септември 2015. На 18 януари 2016 е освободен, след като изиграва 7 мача без вкаран гол.

### Копер
През юни 2016, Чибамба подписва със словенския ФК Копер. Той си изкарва червен картон след само 2 минути игра в първия си мач за тима срещу Рудар (Велене) и договора му е прекратен след мача.

### Доган Тюрк Бирлиги
След кратък престой в нидерландския аматьорски клуб ДВЕ-Траянус, Чибамба преминава в кипърския Доган Тюрк Бирлиги на 23 януари 2017.

### Уориърс ФК
През март 2017, Чибамба подписва с тима от Сингапур, Уориърс ФК, заемайки последното място за чуждестранен състезател на тима. Той подписва с тима, след като е следен с онлайн апликацията InStat, и е бил поканен в Сингапур. Чибамба преминава в Уориърс ФК след като му е обещано,че тима му ще се бори за шампионската титла, нещо което Чибамба не постига с предишните си 11 отбора.
Той прави дебюта си при равенството 1:1 срещу Гейланг Интернешънъл в мач от 2-рия кръг на първенството.Той вкарва първите си 2 гола
на 8 април 2017 в победата с 4:3 над Гарена Йънг Лайънс, вкарвайки 2 гола и помагайки на тима си да обърне резултата от 1:3 в последните 10 минути. Чибамба е освободен на полусезона след поредица слаби представяния.

### ВВ Хаме
На 16 ноември 2018, Чибамба преминава в белгийския ВВ Хаме. След по-малко от 2 месеца, той напуска клуба.

### Ночерина
На 29 юли 2019, Чибамба подписва с тима от Серие D АСД Ночерина 1910. През септември 2019, при гостуване на АС Нардо, Чибамба е обиждан на расова основа от страна на домакинските привърженици. Нардо получават глоба от 1000 евро, заради инцидента. След изиграни само 4 мача, от клуба обявяват прекратяването на договора му, заради проблеми с дисциплината.